# Гетто в Каменце (Брестская область)
Гетто в Ка́менце (лето 1941 — ноябрь 1942) — еврейское гетто, место принудительного переселения евреев города Каменец (Каменец-Литовский) Брестской области и близлежащих населённых пунктов в процессе преследования и уничтожения евреев во время оккупации территории Белоруссии войсками нацистской Германии в период Второй мировой войны.

## Оккупация Каменца и создание гетто
По переписи 1939 года в Каменец проживало 3909 (2500) евреев — 92,1 % населения города.
Каменец был захвачен немецкими войсками 23 (22) июня 1941 года, и оккупация продлилась 3 года и 1 день — до 22 июня 1944 года.
В Каменце первой жертвой войны стала еврейская женщина, убитая осколком немецкого снаряда в первый же день войны.
Убийства евреев начались в первый же день оккупации. Немцы очень серьёзно относились к возможности еврейского сопротивления, и поэтому в первую очередь убивали в гетто или ещё до его создания евреев-мужчин в возрасте от 15 до 50 лет — несмотря на экономическую нецелесообразность, так как это были самые трудоспособные узники. Поэтому уже в начале июля 1941 года немцы организовали первую «акцию» (таким эвфемизмом гитлеровцы называли организованные ими массовые убийства) — убили 108 молодых евреев в 2 километрах от города слева от дороги Каменец-Брест.
Евреев заставили нашить на одежду отличительные знаки — желтые латы. На дома, где жили евреи, обязали прибиты желтые звезды.
В августе 1941 года всех каменецких евреев депортировали в гетто Пружан, но из-за нехватки места им через 2-3 недели разрешили самостоятельно вернуться.
Реализуя нацистскую программу уничтожения евреев, немцы создавали гетто почти во всех городах и населённых пунктах Беларуси, где проживало еврейское население. Так и в Каменце всех вернувшихся евреев согнали в два гетто — малое и большое. Территория большого гетто занимала район улиц Бжеской, Кобринской (теперь Чкалова), Литовской (сейчас Пивненко), Малой (сегодня нет), Смочей (нет), Круткой (нет), Поджечной (сейчас Набережная), Вонзской (сейчас Средняя), Божничей (нет), Замковой (нет) между сегодняшней больницей и магазином, который располагался на улице Литовской.
Малое гетто находилось в районе улиц Аша, Бжеской (Брестской), Глембокой (теперь не существует), Торговой (не существует), Польной (теперь Гоголя).
1 января 1942 года оба гетто были объединены в одно.

## Условия в гетто
Немцы приказали создать в гетто юденрат и невооруженную еврейскую полицию для поддержания порядка в гетто.
Периодически от юденрата требовали собирать в гетто «контрибуцию» золотом. Оккупанты безнаказанно грабили еврейские дома.
За малейшие нарушения правил, установленных немцами для узников гетто, евреев убивали на месте.
Гетто было огорожено высоким забором с колючей проволокой, и имело трое ворот: на улице Кобринской (сегодня Чкалова), Литовской (сейчас Пивненко) и возле юденрата (теперь библиотечный коллектор на улице Ленина). Вокруг гетто через 10-20 метров были установлены столбы с электрическими фонарями, освещавшими периметр гетто с вечера до утра. Выход за пределы гетто в город был запрещен.
Гетто охранялось местными полицейскими. Одни посменно стояли у ворот, другие систематически обходили гетто. Иногда охрану несли немецкие жандармы. Впоследствии охрану усилили приезжими полицаями.
Когда ограждение гетто ещё не было полностью готово, узники могли выходить в город и приобретать продукты. Потом гетто закрыли и наступил голод. На территории гетто на всех узников был только один колодец. Юденрат мог раздобывать и распределять только ничтожное количество еды. В домах гетто было невыносимое перенаселение — по 10 и более человек в одной комнате в условиях полной антисанитарии.
Все обитатели гетто использовались на самых тяжёлых принудительных работах.
9 сентября 1942 года в гетто произошло восстание.

## Уничтожение гетто
В ноябре 1942 года гетто было ликвидировано.
Каменецких евреев перегнали в уже пустое к тому времени Высоковское гетто (есть мнение, что и в Бялу-Подляску). Там продержали несколько дней без воды и еды, забрали все их вещи, часть евреев убили, а оставшихся погнали колонной на железнодорожную станцию, где погрузили в вагоны и отправили в лагерь уничтожения Треблинка.

## Случаи спасения
В Каменецком гетто было несколько случаев побегов, и отдельные случаи помощи бежавшим от жителей города.
Был случай побега большой группы евреев, но, не имея никаких возможностей скрываться, они были вынуждены вернуться обратно. Бежал еврей Пиня, но его выдал солтыс (староста) деревни Большие Мурины. Бежал известный врач Ноахим Гольберг с сыном Гиршем, дочерью Янечкой и зятем-поляком Людвигом. Они скрывались на хуторах Смуга возле Дмитровичей, но их выдал местный полицай Гарах из деревни Осинники.
Из евреев Каменца, оставшихся под оккупацией, спаслись только Леон Гедалье Гольдринг (Гольдрынк), выживший в Освенциме, и Дора, дочь Арона Мойше Гальперина, бывшего владельца каменецкой гостиницы.

## Память
В акте ЧГК по Каменецкому поселковому совету от 19 февраля 1945 года зафиксировано: «В 1942 году, осенью, еврейское население, проживающее в м. Каменец 5000 чел. стариков, женщин и детей, забрав все ценности, одежду и домашний инвентарь, выгнали в направлении м. Высокое, дальнейшая судьба которых неизвестна».
В 2009 году в Каменце на пересечении улиц Пролетарской и Чкалова, где в годы войны располагалось гетто, был установлен памятник жертвам геноцида евреев с надписью на трех языках: белорусском, иврите и английском.
Место убийства и могила более 100 евреев, убитых в июле 1941 года, до сих пор никак не обозначено, хотя сведения об этом расстреле зафиксированы, в том числе, и в акте ЧГК.
Дора Гальперина, спасшаяся из Каменецкого гетто, оставила воспоминания о том, как она смогла выжить.
Опубликованы очень неполные списки жертв геноцида евреев в Каменце.